# Шпигуни (фільм, 1928)
«Шпигуни» (нім. Spione) — німецький німий трилер 1928 року режисера Фріца Ланга, сценаристом якого стала його дружина Теа фон Гарбу. «Шпигуни» був першим фільмом, який Ланг створив через свою власну компанію Fritz-Lang-Film. Проте фільм вийшов у компанії «UFA».
Попередній фільм Ланга «Метрополіс» заківнчився економічним провалом. Після цього Ланг хотів зняти фільм, більш цікавий для глядачів, як і його попередній фільм «Доктор Мабузе, гравець». «Шпигуни» значною мірою став прикладом для наслідування для багатьох пізніших фільмів цього жанру, і ймовірно вплинув на фільми Альфреда Хічкока та про Джеймса Бонда. Фільм був натхненний так званими Листами Зінов'єва та діяльністю радянських розвідників у Лондоні.
Виробництво фільму почалося в грудні 1927 року і тривало протягом п'ятнадцяти тижнів до березня 1928 року. Фільм вийшов на екрани в березні 1928 року і отримав різні відгуки. Редактор Film und Volk вважав, що фільм повний сміття, хоча багато хто оцінив фільм як розважальний. Хоча фільм не користувався особливою популярністю у критиків, глядачі були задоволені.
Оригінальні негативи фільму не збереглися, але плівка хорошої якості зберігається в Чеському національному кіноархіві в Празі. Фонд Фрідріха-Вільгельма-Мурнау відновив фільм у 2003 та 2004 роках, використовуючи цю копію та інші уривки з фільму, знайдені в архівах по всьому світу.